# Hot Leg
Hot Leg – zespół Justina Hawkinsa, znanego z charakterystycznego falsetowego śpiewu frontmana grupy The Darkness. Ich debiutancki album był nagrywany w Londynie w 2008 i został wydany 9 lutego 2009.
Nazwa Hot Leg pochodzi od części wytwornicy pary wodnej znajdującej się w reaktorach nuklearnych.

## Historia zespołu
Zespół wydał piosenkę nazwaną "Heroes", która jest do ściągnięcia za darmo ze strony musicglue, i która nie pojawi się na albumie Red Light Fever, którego wydanie zapowiedziano na styczeń 2009. Pierwszym singlem zwiastującym album jest "Trojan Guitar" zaprezentowane na oficjalnym Myspace zespołu, i które również zostało zaoferowane przez zespół do ściągnięcia za darmo z musicglue 20 października 2008. Jest opisywane jako średniowieczna epika i trwa ponad 5 minut.
W sierpniu zespół poinformował, że odbędzie trasę po Wielkiej Brytanii jako support amerykańskiego zespołu Alter Bridge. Zrezygnowali z trzech koncertów ze względu na chorobę Justina Hawkinsa. Zespół zakończył trasę koncertową jako support dla innego amerykańskiego zespołu Extreme.
Hot Leg pojawili się gościnnie w nowym programie stacji Sky One, Guinness World Records Smashed, który pojawi się na antenie 27 listopada 2008. Najnowszy singiel zespołu, świąteczna kompozycja "I’ve Met Jesus" zostanie wydany 15 grudnia 2008 i pretenduje do tytułu najlepszej świątecznej piosenki UK 2008. Dnia 28 listopada pojawił się on w przedsprzedaży na stronie www.HMV.com w dwóch wersjach: na CD (B-Sidem jest utwór "Cupboard Love") oraz na 7" płycie winylowej (B-Sidem do wersji winylowej jest utwór "Trojan Guitar").

## Trasy koncertowe
- 2008 - "October Mega Tour"[6]

## Dyskografia
Albumy
- "Red Light Fever" (styczeń 2009)[7]

Single
- "Red Light Fever"
  - "Trojan Guitar", wydany 20 października 2008
  - "I’ve Met Jesus", wydany 15 grudnia 2008